# Wissza profesionałna futbołna liga (2002/2003)
Wissza profesionałna futbołna liga (2002/2003) była 79. edycją najwyższej piłkarskiej klasy rozgrywkowej w Bułgarii. W rozgrywkach brało udział 14 zespołów. Tytułu nie obroniła drużyna Lewski Sofia. Nowym mistrzem Bułgarii został zespół CSKA Sofia.

## Tabela końcowa
| 1.  | CSKA Sofia              | 26 | 66 | 67 | 16 |
| 2.  | Lewski Sofia            | 26 | 60 | 61 | 19 |
| 3.  | Liteks Łowecz           | 26 | 55 | 49 | 22 |
| 4.  | Sławia Sofia            | 26 | 51 | 57 | 30 |
| 5.  | Czerno More Warna       | 26 | 48 | 42 | 21 |
| 6.  | Łokomotiw Płowdiw       | 26 | 47 | 56 | 33 |
| 7.  | Spartak Warna           | 26 | 34 | 25 | 34 |
| 8.  | Nafteks Burgas          | 26 | 33 | 31 | 36 |
| 9.  | Marek Dupnica           | 26 | 30 | 35 | 42 |
| 10. | Łokomotiw Sofia         | 26 | 25 | 23 | 37 |
| 11. | Czernomorec Burgas      | 26 | 24 | 32 | 56 |
| 12. | Botew Płowdiw           | 26 | 24 | 32 | 56 |
| 13. | Dobrudża Dobricz        | 26 | 14 | 19 | 73 |
| 14. | Rilski Sportist Samokow | 26 | 9  | 20 | 63 |

| Legenda:         |
| Liga Mistrzów    |
| Puchar UEFA      |
| Puchar Intertoto |
| spadek           |

1 Łokomotiwowi Płowdiw na koniec sezonu odjęto trzy punkty. Powodem kary było odmówienie przez piłkarzy Łokomotiwu wyjścia na boisko w meczu 17. kolejki z CSKA Sofia.
2 Dwa ostatnie zespoły spadły do II ligi, z której awansowały cztery: Rodopa Smolan, Makedonska Sława Simitli, Widima-Rakowski Sewliewo oraz Bełasica Petricz. Ekstraklasę ponownie powiększono do 16 zespołów.

## FinałPucharu Bułgarii
- LEWSKI SOFIA – Liteks Łowecz 2:1

## Król strzelców
- 22 gole –  Georgi Czylikow (Lewski Sofia)